# Stanisława Malinowska
Stanisława Malinowska z domu Chabzda (ur. 13 czerwca 1945 w Dubrowej) – polska polityk, posłanka na Sejm PRL IX kadencji.

## Życiorys
Córka Teofila i Anny. Od 1964 pracowała w Zakładach Przemysłu Odzieżowego „Odra” w Szczecinie, gdzie została mistrzem produkcyjnym. W 1977 ukończyła Liceum Ogólnokształcące dla Pracujących w Szczecinie. W latach 1981–1983 była członkiem egzekutywy Komitetu Wojewódzkiego Polskiej Zjednoczonej Partii Robotniczej w Szczecinie. W latach 1985–1989 pełniła mandat posłanki na Sejm PRL IX kadencji z okręgu Szczecin, zasiadając w Komisji Rynku Wewnętrznego i Usług. Otrzymała Srebrny Krzyż Zasługi i Złotą Odznakę „Zasłużony Pracownik Ministerstwa Przemysłu Lekkiego”.